# Jean-Pierre Dürig
Jean-Pierre Dürig (* 1958 in Winterthur, Kanton Zürich) ist ein Schweizer Architekt.

## Leben
Von 1979 bis 1985 studierte Jean-Pierre Dürig Architektur an der Eidgenössischen Technischen Hochschule ETH in Zürich, von 1982 bis 1987 war er Mitarbeiter im Büro von Ernst Gisel in Zürich, 1987 bis 1989 arbeitete er selbständig. Von 1996 bis 1998 war Dürig Gastdozent für Architektur und Konstruktion an der ETH Zürich. Zwischen 1990 und 2002 bildete er eine Büropartnerschaft mit Philipp Rämi (Dürig & Rämi Architekten), seit 2003 hat er ein eigenes Büro (Dürig AG) in Zürich. 2004 bis 2006 war Dürig Gastprofessor an der Accademia di architettura der Università della Svizzera italiana in Mendrisio.

## Werke (Auswahl)

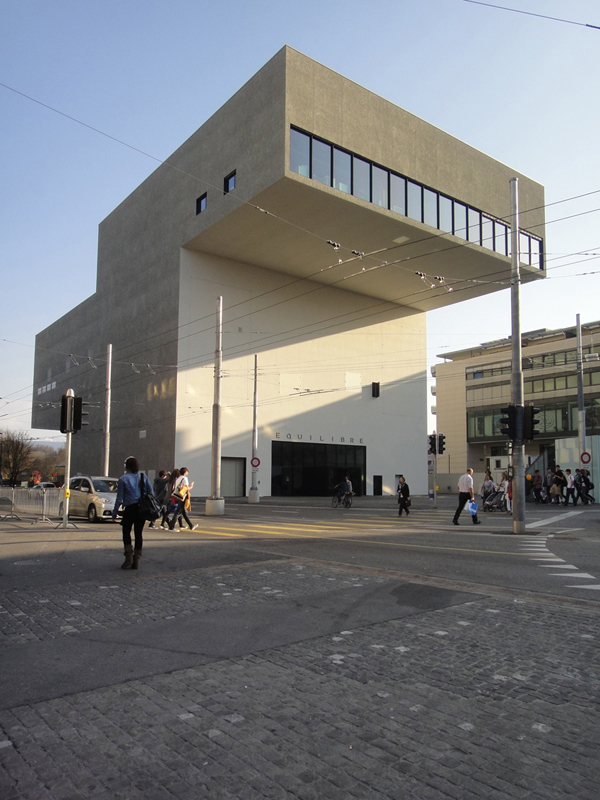
"Equilibre" Theater Fribourg

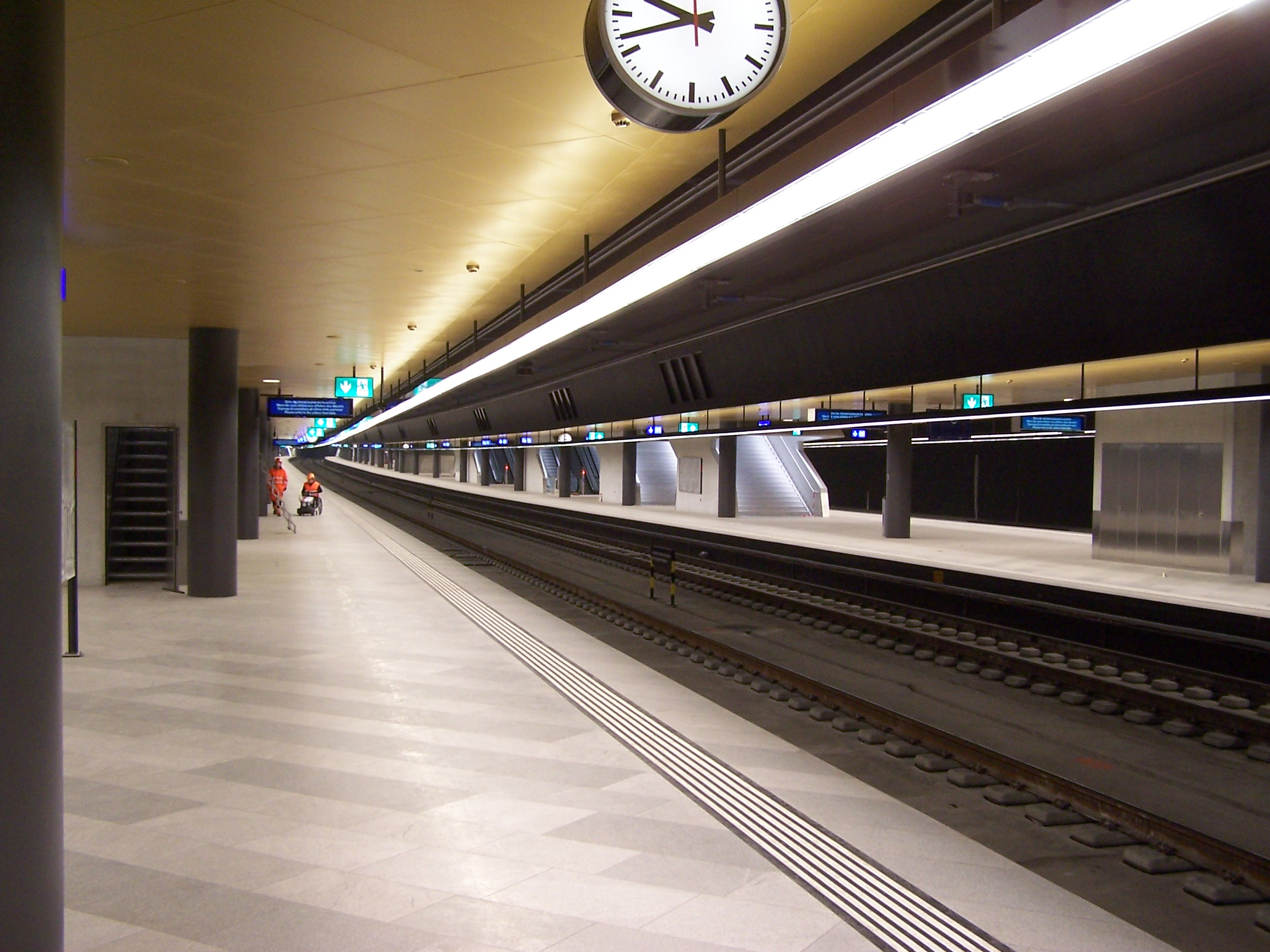
Durchgangsbahnhof Löwenstrasse Zürich

- 1995 Bürohaus Am Stölzpark, Salzburg
- 2000 Gepäcksortierungsanlage, Flughafen Zürich
- 2000 Eingang und Restaurant, Zoo Zürich
- 2000 Erweiterung Centro Evangelico, Magliaso
- 2002 Swiss Science Center Technorama, Winterthur
- 2003 Neuapostolische Kirche mit Wohnhaus, Bülach
- 2004 Tramwartehallen Bahnhofplatz, Zürich
- 2005 New Administrative City, Korea
- 2006 Giustiniano Imperatore, Rom
- 2006 Neuapostolische Kirche, Gränichen-Suhr
- 2007 Provisorische Velostation Süd Hauptbahnhof, Zürich
- 2010 Sportanlage Heerenschürli, Zürich
- 2011 Hybrid Cluster, Sulzer / Winterthur
- 2011 Betriebsgebäude der Werke am Zürichsee, Küsnacht
- 2011 Theater "Equilibre", Freiburg im Üechtland
- 2014 Erweiterung Shopville HB, Zürich
- 2014 Durchmesserlinie DML4 und Rettungsgebäude, Zürich
- 2014 Durchgangsbahnhof Löwenstrasse, Zürich
- 2015 Lehnenviadukt, Killwangen
- 2019 Studentenwohnheim Vortex, Chavannes-près-Renens